# Semberija

Semberija est une région qui se situe à l'extrême Nord-Est de la Bosnie-Herzégovine.

## Villes principales
- En entité de république serbe de Bosnie :
  - Bijeljina
  - Ugljevik
  - Lopare
- En fédération de Bosnie-et-Herzégovine :
  - Čelić
  - Teočak

## Culture
Le monastère de Tavna se trouve dans cette région.